# Tiroteo en el centro comercial de Alphen aan den Rijn
El 9 de abril de 2011, 6 personas fueron asesinadas por un pistolero, quien ingresó al centro comercial Ridderhof en Alphen aan den Rijn, (una ciudad a unos 33 km al suroeste de Ámsterdam), Países Bajos, Usando un rifle, un hombre de 24 años de edad llamado Tristan van der Vlis disparó contra varias personas y luego se suicidó, aparentemente con un arma adicional. Hasta las 18:30 CEST del 9 de abril de 2011, se reportaron 7 muertes incluyendo la del perpetrador, con al menos 16 personas heridas, lo que convirtió a esta tragedia en la más mortífera en los Países Bajos desde el atentado a la Familia Real Neerlandesa de 2009.

## Tiroteo
Van der Vlis, con chaleco antibalas y armado con un rifle semiautomática Smith & Wesson M&P15-22, una pistola Colt M1911 calibre .45 de acero inoxidable y un revólver Taurus Raging Bull .44 Magnum, primero salió de su coche y disparó a una persona que estaba afuera, luego entró al centro comercial Ridderhof y disparó más de 100 tiros, matando a seis personas e hiriendo a otras 17 antes de tomar una pistola y quitarse la vida. Muchos compradores en el centro entraron en pánico antes de que fuera evacuado y acordonado. Más tarde ese día, una de las víctimas heridas murió a causa de sus heridas, lo que elevó el número total de fallecidos a siete.
El pistolero había dejado una nota en su coche indicando que se habían dejado explosivos en tres centros comerciales de la ciudad; dichos centros fueron posteriormente evacuados. Entre las víctimas había niños, pero solo presentaban heridas leves. Entre los muertos se encontraban tres hombres de 80, 49 y 42 años, y tres mujeres de 91, 68 y 45. La primera víctima fue un poeta y periodista sirio que había escapado de un intento de asesinato, pero fue asesinado por Van der Vlis tras huir de su país natal a los Países Bajos. Este fue un asesinato aleatorio, ya que Van der Vlis disparó contra sus víctimas indiscriminadamente.

## Perpetrador

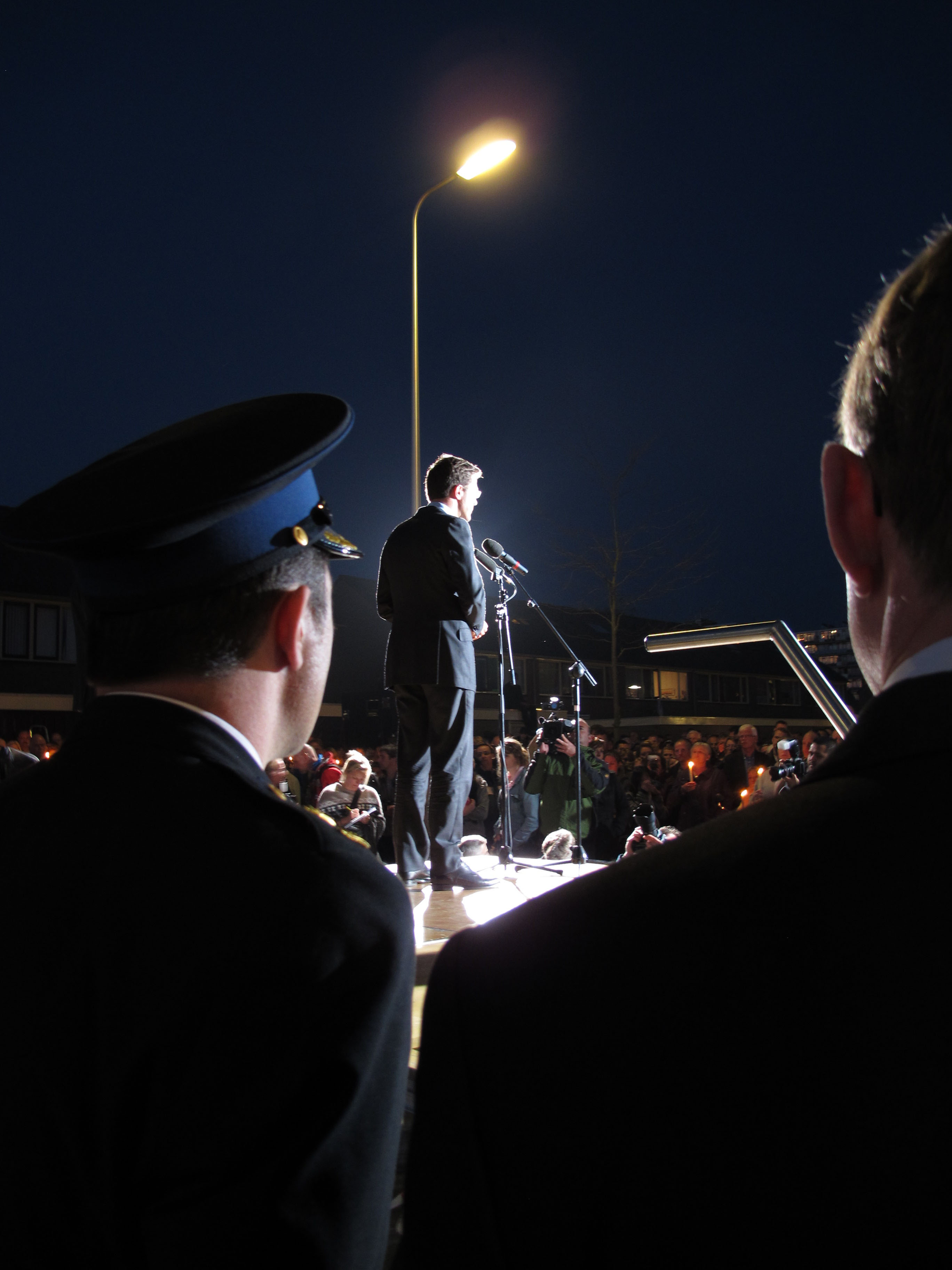
Fotografía del primer ministro Mark Rutte pronuncia un discurso en la ceremonia conmemorativa el 10 de abril de 2011

El autor de la masacre era Tristan van der Vlis, de 24 años (nacido el 8 de abril de 1986-9 de abril de 2011), quien vivía en un complejo de apartamentos en Alphen aan den Rijn junto con su padre. Van der Vlis residía en el lugar desde su infancia. De acuerdo a fuentes policiales, él era miembro de una asociación de tiro y era propietario de 3 armas de fuego. Tenía antecedentes de problemas psicológicos y psiquiátricos, incluyendo esquizofrenia paranoide; en 2006, pasó 10 días en una unidad de cuidados intensivos psiquiátricos tras intentar suicidarse.  Quería castigar a Dios asesinando a "sus criaturas".
Van der Vlis estaba obsesionado con el ataque a la escuela secundaria Columbine de 1999 y eligió el 9 de abril porque coincidía con el cumpleaños del pistolero Eric Harris, que habría cumplido 30 años. Van der Vlis comenzó a disparar a las 12:08 p. m. porque a esa hora Harris se suicidó.
Van der Vlis era nieto del exalcalde de Hennaarderadeel y Franeker Kornelis van der Vlis, quien era miembro del Movimiento Nacionalsocialista durante la Segunda Guerra Mundial. También era sobrino del ex general holandés Arie van der Vlis, quien también sirvió como Jefe del Estado Mayor de Defensa de 1992 a 1994.

## Víctimas
- Ali van Doorn (91)
- Frans Deutekom (80)
- Margriet ter Haar (68)
- Michael Boezaard (49)
- Constanze Boezaard-Bierman (45)
- Nadim Youssef (42)[23]

## Respuesta

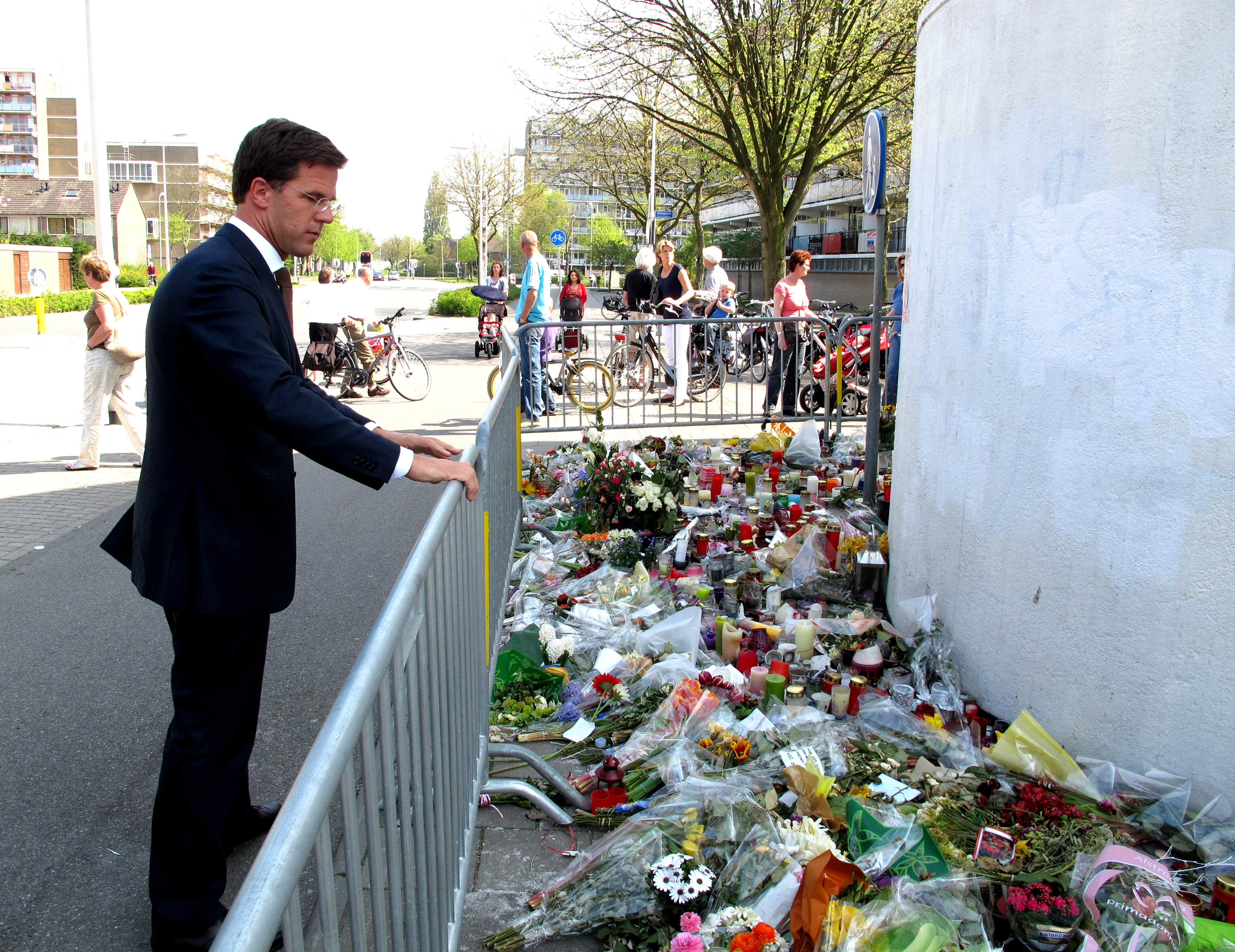
El primer ministro Mark Rutte en el monumento conmemorativo de Ridderhof el 20 de abril de 2011

El Servicio de Información Gubernamental de Holanda, a través de un breve comunicado en Twitter, dijo que la Reina Beatriz estaba "sin palabras debido a la gran pérdida y tristeza en Alphen aan den Rijn".
El Ministro de Justicia holandés Ivo Opstelten dijo estar en estado de shock, y se refirió al evento como una "gran tragedia para Alphen aan den Rijn y Holanda en general".
El alcalde en funciones de Alphen aan den Rijn, Bas Eenhoorn, ofreció sus condolencias a las familias de las víctimas: "Es difícilmente creíble que nuestro pueblo pudiera experimentar tal masacre, en un día tan bello como este". Miles de personas asistieron a un servicio conmemorativo en el centro comercial el 10 de abril. También estuvieron presentes el primer ministro Mark Rutte, el ministro Opstelten y el alcalde Bas Eenhoorn. Un registro de condolencias en línea fue abierto el 9 de abril. Al 10 de abril, unas 8.000 personas lo habían firmado.
Poco después del tiroteo, la policía arrestó a un joven de 17 años que amenazó con perpetrar otro tiroteo masivo. El adolescente de Róterdam publicó en Twitter: "¡Jaja! Irak también llega a los Países Bajos. Este hombre de Alphen ya tiene seis asesinatos a su nombre. Voy a superarlo". Tras una reacción negativa, el chico borró la publicación y afirmó que era una broma. Desde entonces, otras cuatro personas han sido arrestadas por hacer amenazas similares en Twitter.